# 전투모

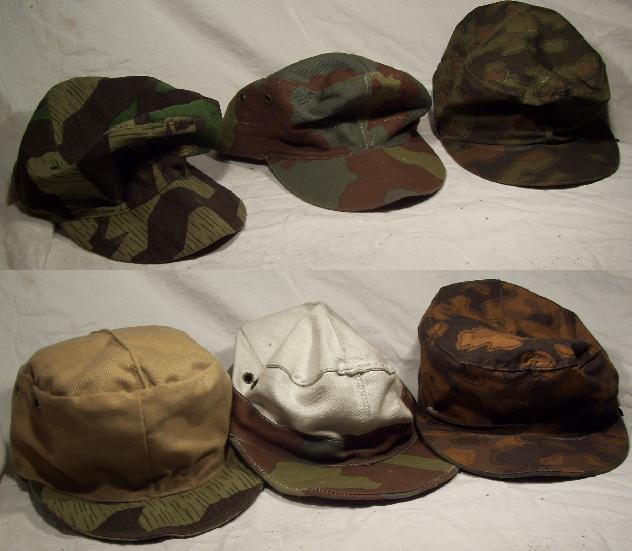
M43 야전모

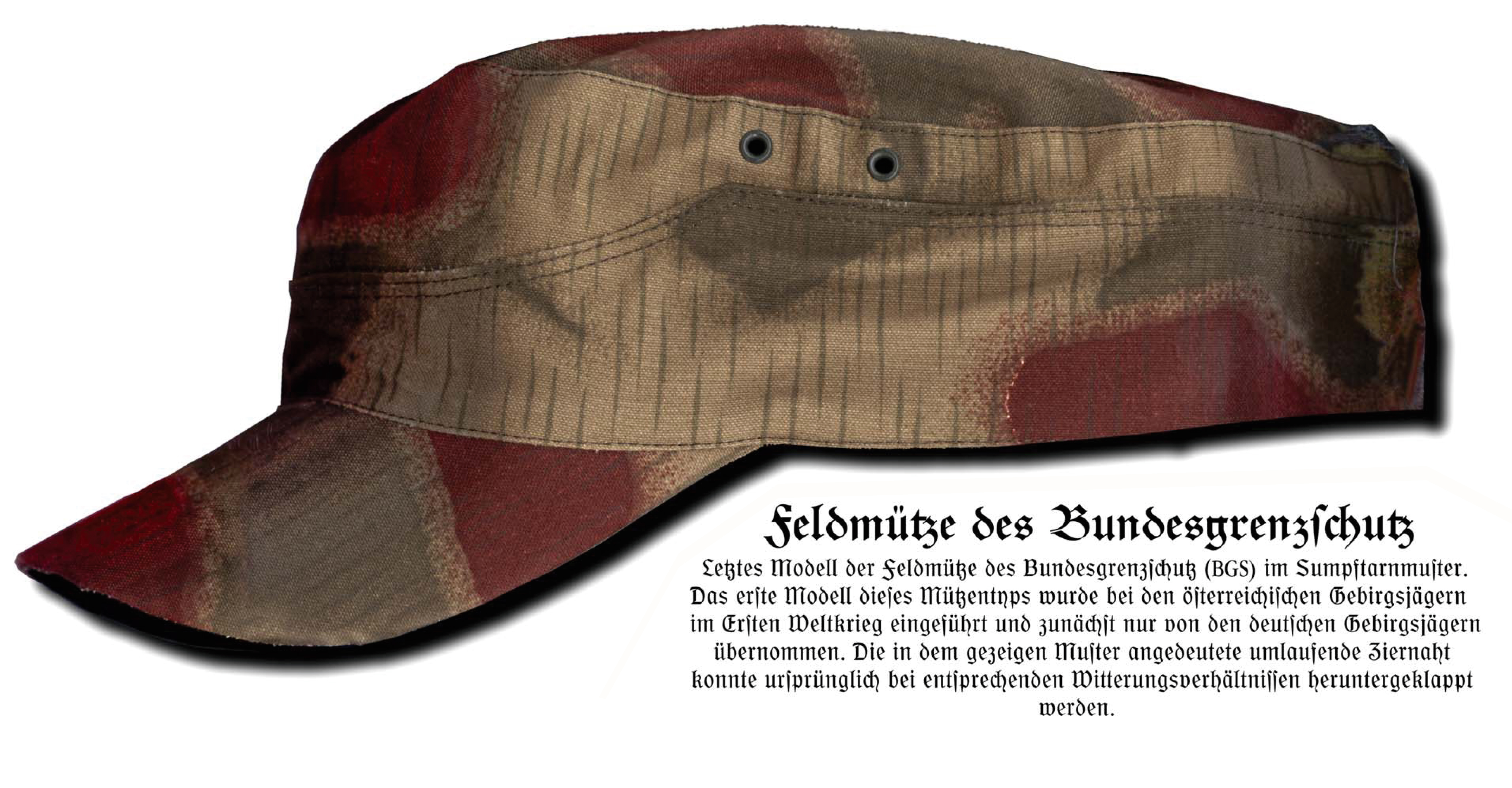
독일의 전투모

전투모(戰鬪帽)는 군인이 평상시 착용하는 모자이다.
전쟁 또는 훈련시에는 주로 방탄 헬멧을 착용하고 평상시에는 전투모를 착용한다. 전투모의 앞면에는 계급장을 부착한다. 일반형 이외에 군악대, 의장대등 일부 병과에서만 착용하는 특수형도 있다.

## 형태

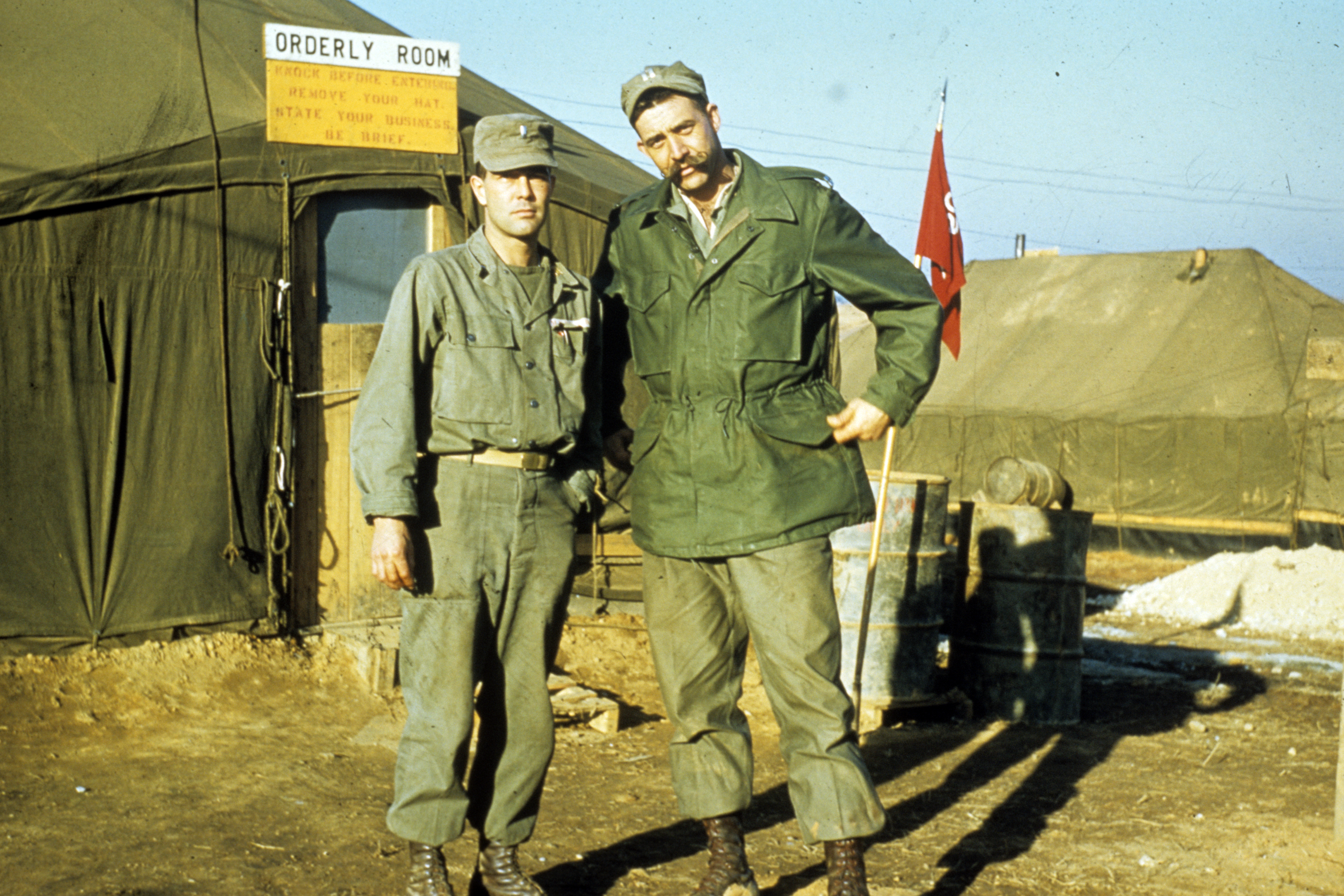
M1951 야전모를 착용한 그린 대위와 레이 대령, 대한민국 안양시

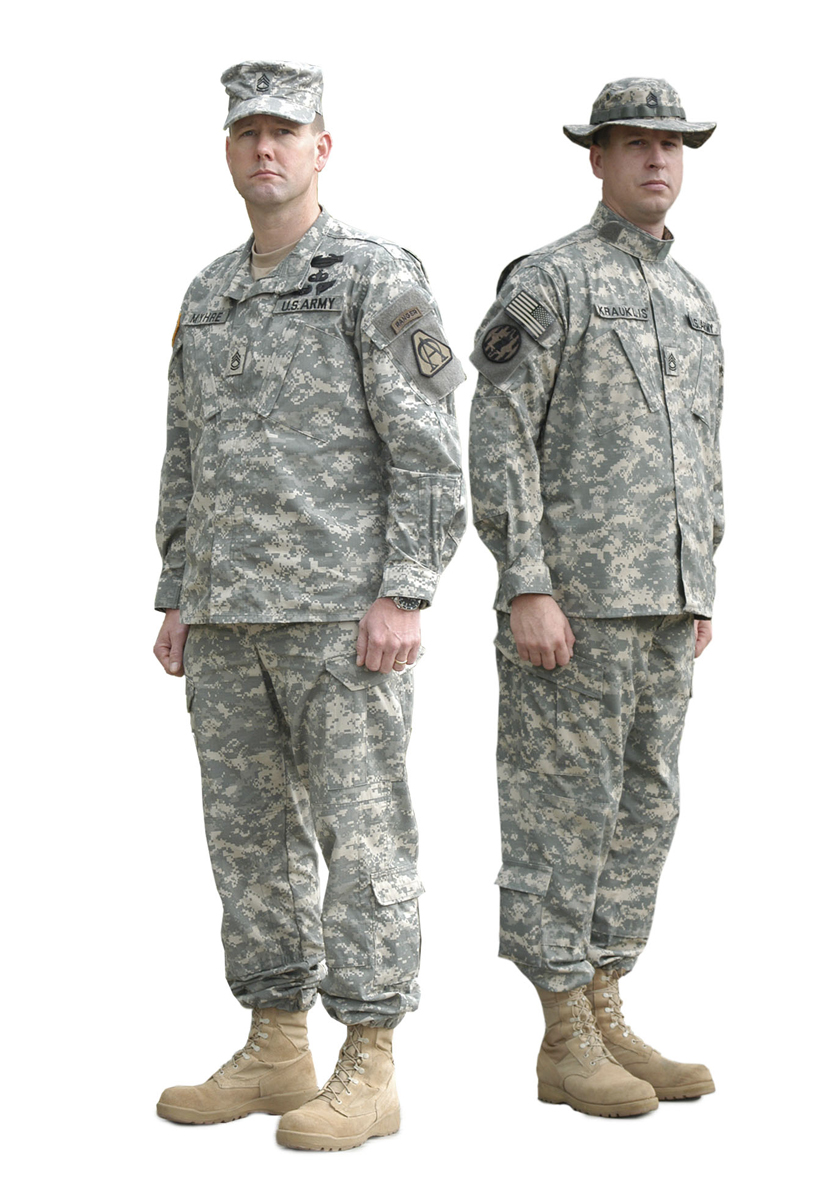
육군 전투복(ACU)을 입고 있는 두 병사, 좌측은 일반전투모 우측은 부니햇(정글모)을 쓰고 있다.

## 같이 보기
- 전투복
- 전투화